# 姶良駅
姶良駅（あいらえき）は、鹿児島県姶良市西餅田にある、九州旅客鉄道（JR九州）日豊本線の駅である。
市名を名乗るが姶良市の中心は当駅ではなく隣の帖佐駅である。特急「きりしま」の一部列車が停車する。

## 歴史
旧・姶良町は鹿児島市のベッドタウンとして発展し、人口は増加を続け鉄道の利用者も多かった。このため重富駅と帖佐駅の間に駅新設を求める声があり議会でも議論されていた。1986年（昭和61年）、当時の町長西野繁、町議会議長小川正澄が、鹿児島鉄道管理局に対して、新駅設置の陳情書と建設工事費の一部負担の協議書を提出して実現の運びとなり、1988年（昭和63年）1月30日に着工し、同年3月13日から営業を開始した。総事業費は5196万5792円で、そのうち2,467万円が町費負担であった。
姶良町は1955年（昭和30年）に旧帖佐町、重富村、山田村が合併して誕生した町であるため、それ以前から存在していた帖佐駅、重富駅は旧町村名を名乗っており、現在の町名を付けている姶良駅は姶良町および姶良市の中心駅ではない。

### 年表
- 1988年（昭和63年）
  - 1月30日：着工。
  - 3月13日：九州旅客鉄道により営業開始[1]。
- 1989年（平成元年）12月1日：普通駅となり初代駅長就任。
- 1993年（平成5年）
  - 8月6日：平成5年8月豪雨により当駅を含む西都城駅 - 鹿児島駅間が運転見合わせとなる[3]。
  - 9月19日：国分駅 - 鹿児島駅間で運転を再開する[3]。
- 2012年（平成24年）12月1日：ICカードSUGOCAの利用を開始[4]。
- 2023年（令和5年）10月1日：JR九州サービスサポートによる業務委託駅から[5]九州旅客鉄道本体による直営駅へと変更される[6]。

## 駅構造

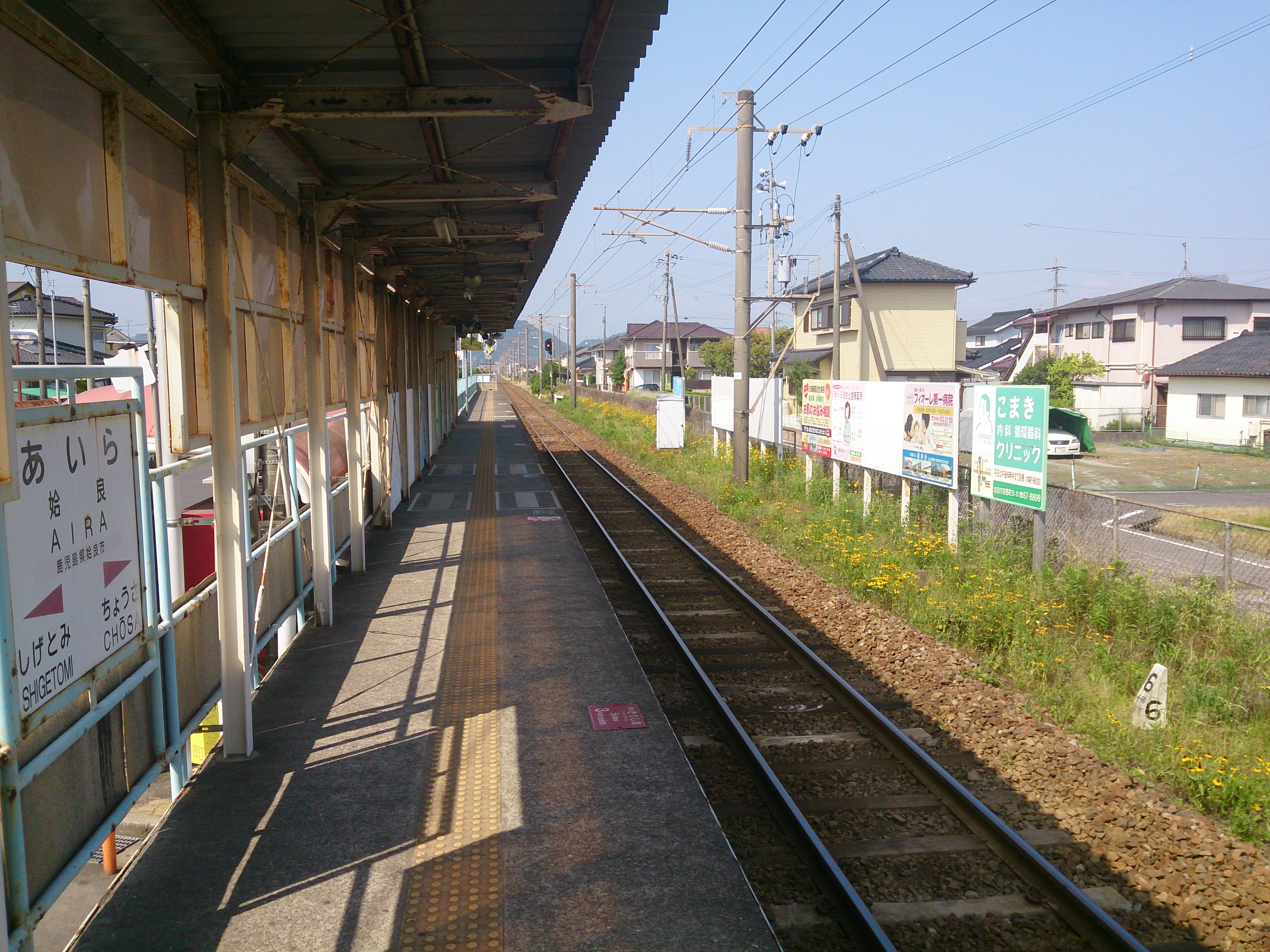
ホーム（国分駅方面を眺める）

単式ホーム1面1線を有する地上駅。
IC乗車カード「SUGOCA」の利用が可能（相互利用可能ICカードはSUGOCAの項を参照）だが、SUGOCAの販売は行なっていない。当駅には簡易SUGOCA改札機、簡易自動券売機（ICカード非対応）、ICカードチャージ機が設置されている。
日豊本線特急停車駅では唯一交換設備を持っていない駅である。

## 利用状況
- 2023年度の1日平均乗車人員は1,066人である[7]。

| 年度 | 1日平均 乗車人員 | 1日平均 乗降人員 |
| ---- | ---------------- | ---------------- |
| 2004 |                  | 2,093            |
| 2005 |                  | 2,084            |
| 2006 |                  | 2,007            |
| 2007 | 985              | 1,969            |
| 2008 | 1,000            | 1,992            |
| 2009 | 1,015            | 2,023            |
| 2010 | 1,014            | 2,020            |
| 2011 | 1,015            | 2,021            |
| 2012 | 1,026            | 2,044            |
| 2013 | 1,081            | 2,154            |
| 2014 | 983              | 1,968            |
| 2015 | 984              | 1,964            |
| 2016 | 969              | 1,932            |
| 2017 | 988              | 1,976            |
| 2018 | 1,002            |                  |
| 2019 | 1,003            |                  |
| 2020 | 881              |                  |
| 2021 | 918              |                  |
| 2022 | 974              |                  |
| 2023 | 1,066            |                  |

## 駅周辺
駅周辺は住宅街であり、スーパーマーケットなどの店舗が多数存在する。また、思川を挟んだ向こう側を国道10号が走っている。
- コープ 姶良店
- ザ・ダイソー コープ鹿児島姶良店
- マツモトキヨシ 姶良店
- ユニクロ 姶良店
- ミスタードーナツ 姶良店
- ドコモショップ 姶良店
- 業務スーパー 姶良店
- ファミリーマート 姶良青木水流店(鹿児島銀行ATM設置店)
- 鹿児島県営俵原団地
- 姶良市立重富中学校
- 国道10号

## バス路線
最寄りバス停は、青木水流バス停（国道10号線沿い）である。
- 鹿児島交通
  - 重富、磯仙巌園、天文館 経由
    - 鹿児島中央駅
    - [68-1][69-1]伊敷ニュータウン東

  - 霧島市 方面
    - [67-1]自動車試験場
    - [68-1]国立病院、隼人駅 経由  日当山・重久
    - [69-1]国立病院、自衛隊前 経由  国分・重久
    - 加治木団地、検校橋 経由  牧之原
    - 加治木団地、検校橋、牧之原、岩川 経由  志布志

- 南国交通
  - [27]鹿児島中央駅（国道10号線経由、帖佐駅・蒲生経由）
  - [10]帖佐駅 経由  蒲生・楠田
  - 姶良小循環（帖佐駅⇔イオン⇔市役所⇔重富駅⇔青雲会病院⇔市役所⇔イオン⇔帖佐駅）
  - 姶良大循環（蒲生楠田⇔帖佐駅）

※かつて当駅から林田バス（現在のいわさきバスネットワーク）の路線バスが姶良ニュータウンまで運行していた。

## 隣の駅
九州旅客鉄道（JR九州）
■日豊本線
- 特急「きりしま」一部停車駅

帖佐駅 - 姶良駅 - 重富駅